# Вторжение (фильм, 1969)
«Вторжение» (исп. Invasión) — кинофильм режиссёра Уго Сантьяго, снятый в 1969 году. Фильм снят по рассказу известных аргентинских писателей Хорхе Луиса Борхеса и Адольфо Биой Касареса. Сценарий был написан Борхесом и Сантьяго.

## Сюжет
Действие фильма происходит в вымышленном городе Аквилея, которому угрожает вторжение внешних захватчиков. Они тайно переправляют в город оружие и радиостанции, чтобы координировать вторжение. Захватчикам противостоит группа обычных граждан под руководством пожилого дона Порфирио. Их слишком мало, и постепенно становится ясно, что им не удастся защитить город.

## В ролях
- Ольга Субарри — Ирен
- Лаутаро Муруа — Эррера
- Хуан Карлос Пас — дон Порфирио
- Мартин Адхемьян — Ирала
- Даниэль Фернандес — Лебендигер
- Роберто Вильянуэва — Сильва
- Хорхе Кано — Хулио Вильдрак
- Рикардо Ормельос — Качорро
- Леал Рей — Мун

## Дополнительные факты
- В 1969 году фильм был удостоен специального упоминания на кинофестивале в Локарно.
- В 1978 году, во время военной диктатуры в Аргентине, в Буэнос-Айресе была похищена часть оригинальных негативов фильма. Полный набор плёнок-негативов удалось восстановить в 1999 году.